# Somali Włoskie
Somali Włoskie (wł. Somalia italiana; som. Dhulka Talyaaniga ee Soomaaliya; arab. الصومال الإيطالي, trb. Al-Sumal Al-Italiy) – kolonia włoska w Afryce, w południowej części Półwyspu Somalijskiego, istniejąca w latach 1905–1936.

## Historia
W 1885 roku władze Królestwa Włoch utworzyły placówki handlowe na wybrzeżu Oceanu Indyjskiego w oparciu o zapisy porozumienia zawartego z sułtanem Zanzibaru, tytularnym władcą tego obszaru. Trzy lata później miejscowy sułtan Hobio zaakceptował włoski protektorat, stając się jednocześnie lojalnym sojusznikiem Włoch. 

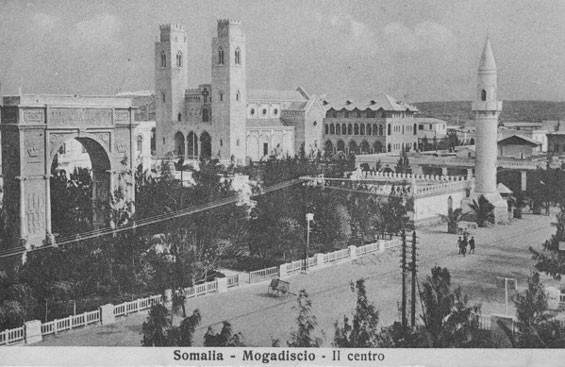
Centrum stolicy Somali Włoskiego, Mogadiszu (wł. Mogadiscio), na zdjęciu z 1936 roku; w prawej części zdjęcia widoczny meczet Arba'a Rukun, z kolei na lewo od niego znajduje się katolicka katedra

W 1891 roku cały przybrzeżny obszar, rozciągający się od Raas Caseyr do rzeki Dżuba znajdował się pod panowaniem Włoch. Przez kilka lat rząd włoski dzierżawił prawa handlowe i obowiązek utrzymania porządku na somalijskim wybrzeżu prywatnej kompanii, jednak ta okazała się być niezdolna do poradzenia sobie z narastającym lokalnym oporem, dowodzonym przez Mohammeda Abdullaha Hassana, somalijskiego przywódcę religijnego i bohatera narodowego. Z tego powodu Włochy przejęły bezpośrednią kontrolę nad Somali Włoskim w 1905 roku.
Po zajęciu przez Włochy Etiopii w następstwie wojny z tym krajem z lat 1935–1936 Somali Włoskie wraz z Etiopią i Erytreą weszło w skład Włoskiej Afryki Wschodniej, utworzonej 1 czerwca 1936 roku. W 1941 roku, w ramach kampanii wschodnioafrykańskiej z okresu II wojny światowej Włoska Afryka Wschodnia została wyzwolona przez siły działające pod auspicjami Wielkiej Brytanii.
Terytorium Somali Włoskiego znajdowało się pod administracją brytyjską do 1 kwietnia 1950 roku, kiedy to zostało przekazane Włochom jako terytorium powiernicze ONZ. 1 lipca 1960 roku Somali Włoskie razem z Somali Brytyjskim utworzyło niepodległą Republikę Somalii. 

## Mapy

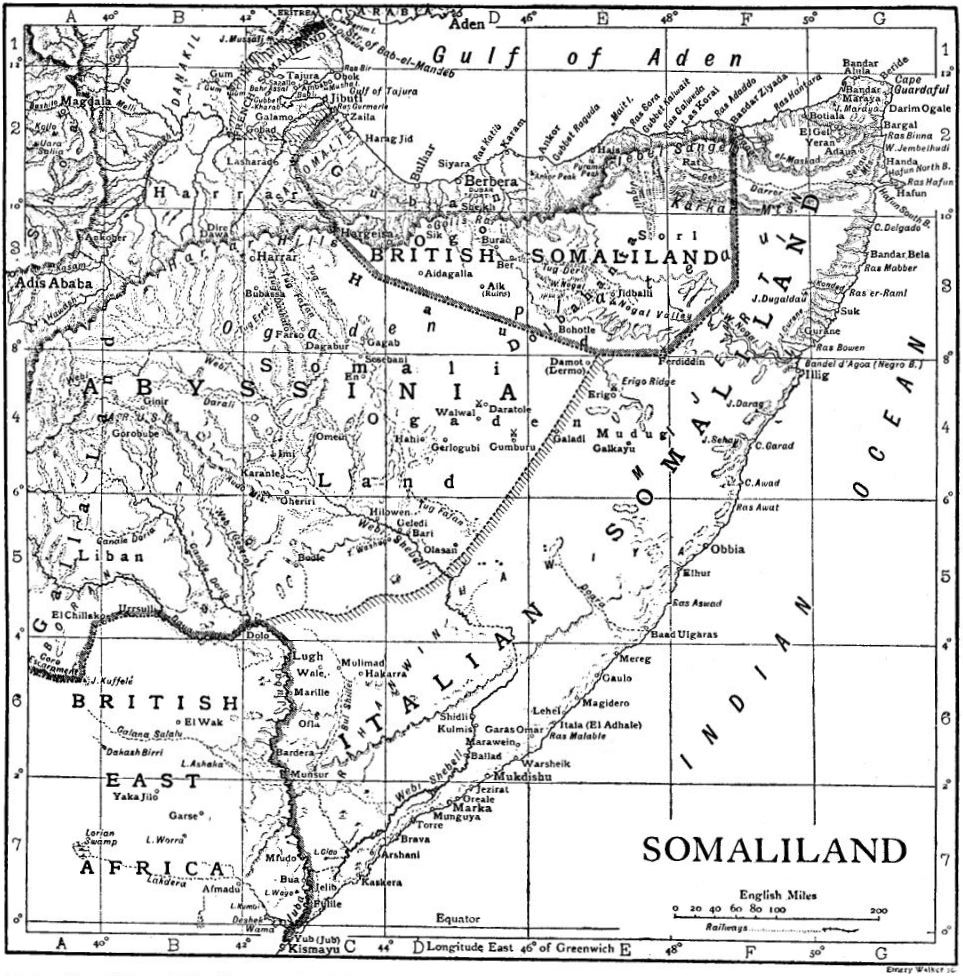
Somali Brytyjskie i Somali Włoskie na mapie z 1911 roku
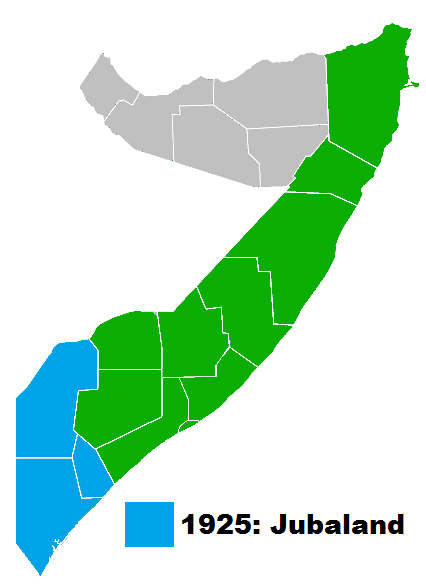
Terytoria Somali Brytyjskiego (na szaro), Somali Włoskiego (na zielono) i Jubalandu (na niebiesko)
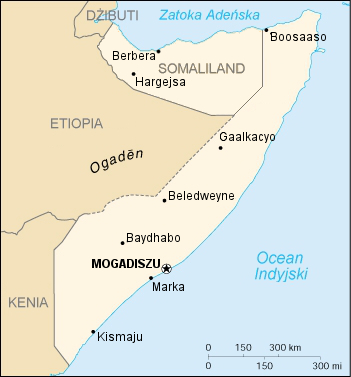
Mapa współczesnej Somalii z wydzielonym spornym terytorium Somalilandu – niegdysiejszego Somali Brytyjskiego. Jasnym kolorem oznaczony jest obszar pokrywający się terytorialnie z Somali Włoskim